# Gurtweil
Gurtweil ist ein Stadtteil der Kreisstadt Waldshut-Tiengen im Landkreis Waldshut in Baden-Württemberg.

## Geographie

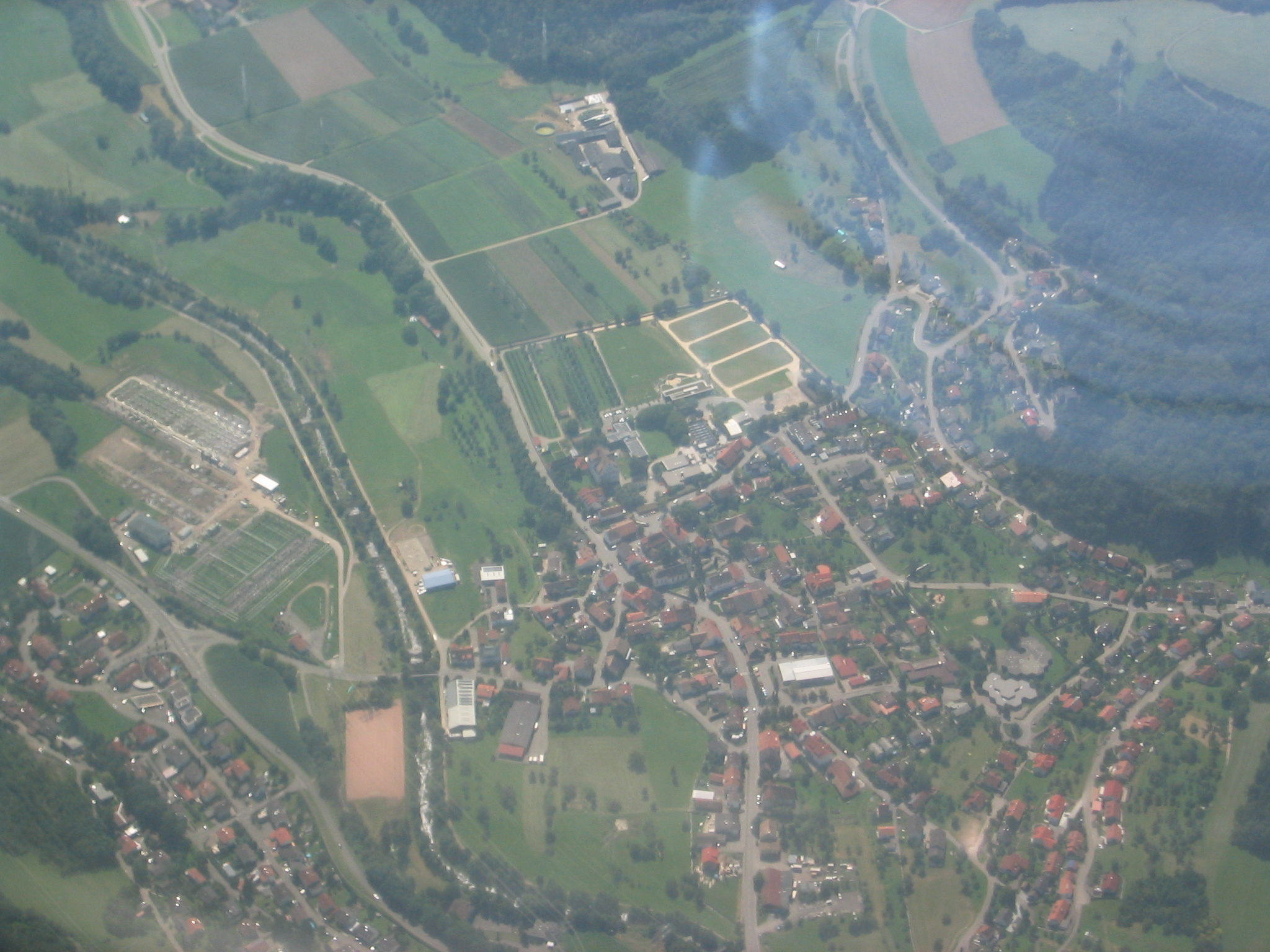
Luftaufnahme (2007) von Gurtweil

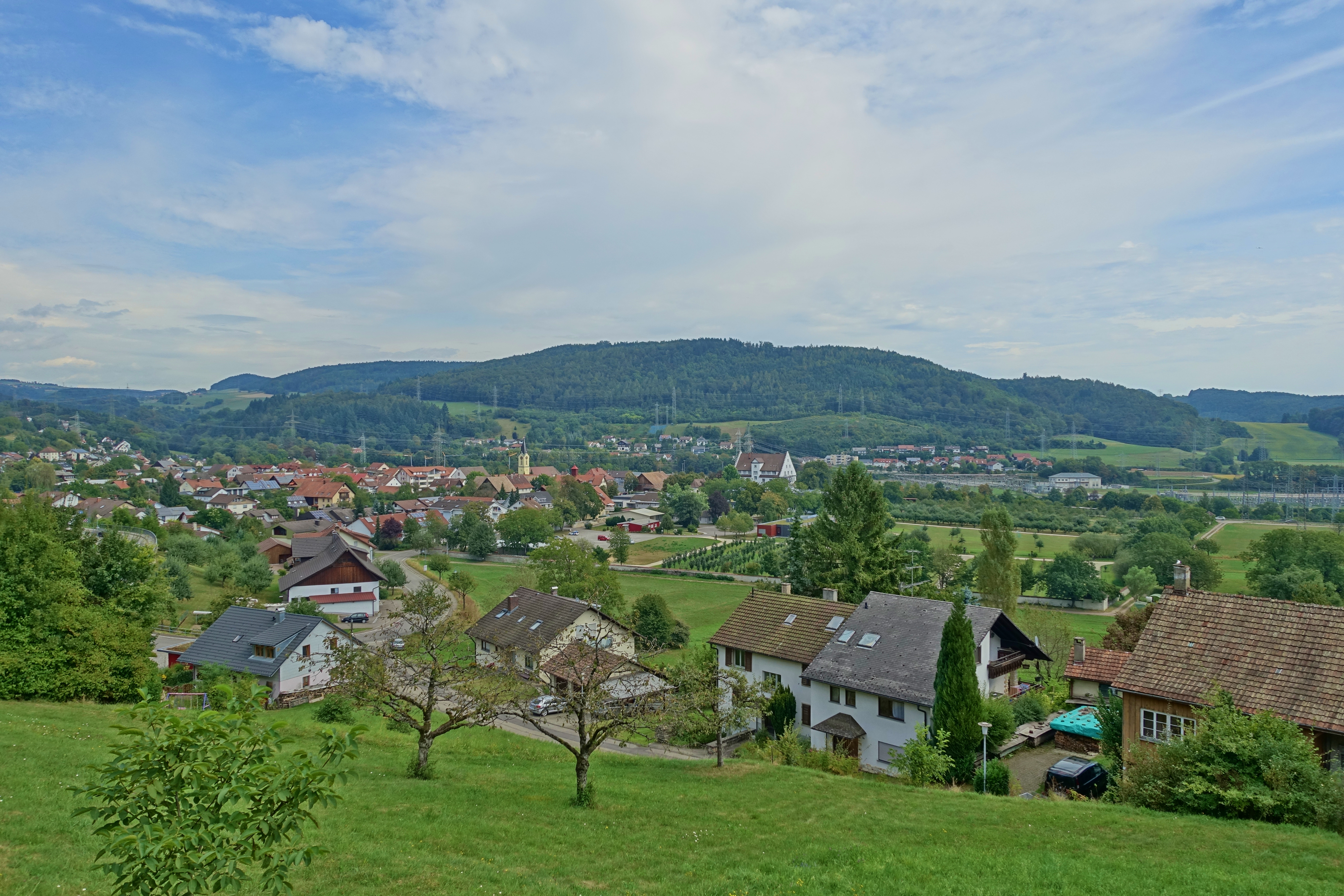
Blick auf Gurtweil

### Lage
Gurtweil liegt im Südschwarzwald am Unterlauf der Schlücht auf einer Höhe von ca. 372 m. ü. NN. Die Gemarkung Gurtweil erstreckt sich von Norden nach Süden über die letzten etwa 4 km des sich weitenden Schlüchttals und von Osten nach Westen bis auf die Höhen der benachbarten Bergrücken des Neuberges und des Mühleberges (jeweils ca. 560 m ü. NN).

### Ortschaftsgliederung
Die Ortschaft Gurtweil ist der größte Stadtteil von Waldshut-Tiengen. Außer der Siedlung Neuberg, die inzwischen mit dem Ort verschmolzen ist, hat die Ortschaft keine weiteren Ortsteile.

## Geschichte
Die Gemeinde kann auf eine lange Geschichte zurückblicken. Ein Zeugnis davon gibt die zwischen Tiengen und Gurtweil gelegene Villa rustica.
Der Name Gurtweil kommt ursprünglich aus dem keltischen Gwrth, was gegenüber bedeutet. Später wurde dem Ortsnamen villa angehängt, woraus aus Gwrthvilla das heutige Gurtweil wurde. Ob das ursprüngliche Gurtweil vor der zwangsweisen Wiederansiedlung der durch den Druck der Germanen im 1. Jahrhundert v. Chr. ausgewanderten keltischen Helvetier und Rauriker errichtet wurde, oder nach deren Niederwerfung durch Gaius Iulius Caesar 58 v. Chr., kann nicht mehr nachvollzogen werden.
Im Jahre 1998 konnte man die erste urkundliche Erwähnung mit dem 1125. Geburtstag feiern: Gurtwila wurde 874 in einer Urkunde des Klosters Rheinau genannt.
Bereits 885 erwarb dann das Kloster St. Gallen in Gurtweil Besitz. Im 11. Jahrhundert trat auch ein Adelsgeschlecht von Gurtweil auf. Die Edlen von Erzingen und Wilhelm von Grießen sowie das Kloster St. Blasien erwarben Gurtweil, letzteres 1502 für 30 Jahre. 1532 wird dann als Landvogt Junker Hans Jakob von Heidegg als Besitzer genannt. Die Heidegger waren ursprünglich ein altes Waldshuter Geschlecht; Hans Jakobs Vater Lorenz von Heidegg war Waldvogt der Grafschaft Hauenstein. St. Blasien behielt sich jedoch das Vorkaufsrecht und kaufte von dem letzten Heidegger am 30. April 1646 Gurtweil zurück. Die Verhandlungen dauerten noch bis ins Jahr 1662.
Die nahegelegene Herrschaft Gutenburg hatte St. Blasien 1480 gekauft.
Am 13. Mai 1660 war das ehemalige Schloss Gurtweil vollständig niedergebrannt, das Kloster St. Blasien baute es wieder auf und errichtete ab 1694 eine Propstei. 1697 wurde als erster Propst Martin Steinegg ernannt. In den Jahren 1732 bis 1749 war Pater Stanislaus Wülberz Propst in Gurtweil. Auch die Pröbste und Patres Trudpert Neugart, Franz Kreutter, Ignatius Gumpp, Joseph Lukas Meyer oder Columban Reble wären zu nennen. Gurtweil wurde auch Sitz der Obervogtei. Diese befand sich im Pfarrhaus. Der bekannteste Obervogt war Johann Baptist Burkard Kepfer aus Bernau († 18. November 1782). Fürstabt Martin Gerbert ernannte ihn zum Geheimen Hofrat. Er erbaute den Maierhof (1779) neu.
1740 wurde die Pfarrkirche St. Simon und Judas unter dem Abt Franz Schächtelin neu erbaut und der Bauvertrag mit dem Maurer Marte Schäfer geschlossen. Der Glockenturm wurde dann erst 1836–1838 dazu erbaut.
Nach der Aufhebung des Klosters St. Blasien 1806 wohnten noch drei Konventualen im Schloss, darunter Pater Paul Kettenacker (* 22. Januar 1722 in Villingen, † 16. August 1812), Exdekan in St. Blasien, früher Hofkaplan der Fürstabtei St. Blasien, Prior in Sion bei Klingnau, Pfarrer in Nöggenschwiel, zuletzt Propst in Bonndorf und Historiker. Auch sein Bruder wohnte noch im Schloss, er starb am 10. September 1813.
Nachdem Gurtweil zu Baden gekommen war, war im Schloss einige Zeit ein Krankenhaus, dann eine Branntweinbrennerei und heute das Wohnheim der Caritas-Werkstatt St. Ulrich untergebracht. Die Schlosskapelle stammt aus dem Jahr 1664. Im Schloss befindet sich ein wertvoller Kachelofen aus der Renaissancezeit mit Kaiserbildern.
Die vormals selbstständige Gemeinde Gurtweil wurde am 1. Januar 1975 in die Große Kreisstadt Waldshut-Tiengen eingemeindet.

### Einwohnerentwicklung
Einwohnerzahlen von Gurtweil:
| Jahr | Einwohner |
| ---- | --------- |
| 1871 | 618       |
| 1900 | 481       |
| 1925 | 544       |
| 1939 | 594       |
| 1950 | 802       |
| 1961 | 1026      |
| 1970 | 1255      |
| 2005 | 1641      |
| 2008 | 1645      |
| 2009 | 1619      |
| 2010 | 1618      |
| 2011 | 1590      |
| 2012 | 1604      |
| 2013 | 1599      |
| 2014 | 1615      |
| 2015 | 1642      |
| 2016 | 1670      |
| 2017 | 1710      |
| 2018 | 1714      |
| 2019 | 1697      |
| 2020 | 1664      |
| 2021 | 1673      |
| 2022 | 1727      |
| 2023 | 1708      |
| 2024 | 1714      |

## Politik
Gurtweil ist eine Ortschaft im Sinne des baden-württembergischen Kommunalrechts. Die Ortschaft verfügt damit über eine eng begrenzte Selbstverwaltung. Organe dieser Selbstverwaltung sind der Ortschaftsrat und der Ortsvorsteher.

### Ortschaftsrat
Der Ortschaftsrat besteht aus 10 Ortschaftsräten.

### Ortsvorsteher
Seit der Eingemeindung in die Große Kreisstadt Waldshut-Tiengen trägt der Leiter der Ortschaftsverwaltung die Amtsbezeichnung Ortsvorsteher.
- 1975–1985: Karl Tröndle
- 1985–1995: Josef Seger
- 1995–2014: Alfred Scheuble
- 2014–2019: Marina Schlosser
- seit 2019: Claudio Helling

### Ehemalige Bürgermeister
- 1948–1960: Julius Rüde
- 1960–1973: Emil Kögel
- 1973–1975: Karl Tröndle

### Wappen
Das Wappen symbolisiert blau die Schlücht, die das ehemalige Gemeindegebiet mittig durchfließt, auf weißem Grund.

## Wirtschaft und Infrastruktur

### Industrie und Gewerbe
Auf der Gemarkung Gurtweil liegt im Gewann Kaitle ein wesentlicher Teil der Gewerbegebiete der Stadt Waldshut-Tiengen, dort sind mittelständische Unternehmen aus verschiedenen Branchen sowie Werkhof und Freiwillige Feuerwehr angesiedelt.
Wirtschaftlich von Bedeutung ist auch die grenznahe Lage von Gurtweil mit seiner Nähe zur Schweiz und den Ballungszentren Zürich und Basel, wo viele Einwohner ihr Auskommen finden.

### Verkehrsanbindung
Die Verkehrsanbindung an die Stadt Waldshut-Tiengen erfolgt durch die von der Bundesstraße 34 kommenden Landesstraßen 161 und L 157. Die L 161 wird in Gurtweil von der L 157 aufgenommen, die nach Norden durch das gesamte Schlüchttal verläuft und ihrerseits in Rothaus, Gemeinde Grafenhausen, im Hochschwarzwald von der L 170 aufgenommen wird.
Die Kreisstraße 6551 führt durch das Haselbachtal in nordwestlicher Richtung auf den Bergrücken, der das Schlüchttal vom Albtal trennt und bindet an die B 500 bei Bannholz, Gemeinde Weilheim, an.
Die geplante Autobahn A98 soll auch über die Gemarkung Gurtweil verlaufen. Der nächste Anschluss für Gurtweil wäre dann Tiengen-West, wo eine Fahrbahn als Ortsumfahrung bereits besteht.

### Bildungseinrichtungen
In Gurtweil gibt es eine Grund- und Werkrealschule. Sie ist inzwischen die einzige ihrer Schulart in der Stadt Waldshut-Tiengen.

### Energie
In Gurtweil befindet sich ein 220 kV-Umspannwerk, von dem Leitungsverbindungen bis nach Stockach führen. Das Umspannwerk wird von der EDNetze GmbH Rheinfelden und der EnBW betrieben.

### Bauwerke
- Katholische Kirche St. Simon und Judas mit Friedhof
- Schloss mit Kapelle
- Grund- und Hauptschule
- Pater-Jordan-Haus

## Söhne und Töchter des Ortes
- Pater Franziskus Maria vom Kreuze Jordan (1848–1918), Gründer des Salvatorianerordens
- Karlheinz Kögel (* 1946), Medien- und Touristikunternehmer